# Joseph Bauer (Politiker, 1875)
Joseph Bauer, auch Philipp Bauer (* 15. Januar 1875 in Mainz; † 17. April 1931 ebenda) war ein deutscher Politiker (SPD) und ehemaliger Abgeordneter des Landtags des Volksstaates Hessen in der Weimarer Republik.

## Familie
Joseph Bauer war der Sohn des Buchdruckers Philipp Peter Bauer und dessen Frau Katharina geborene Gründewald. Joseph Bauer, der zunächst katholischen Glaubens war (später trat er aus der Kirche aus), war mit Margaretha Christina Katharina geborene Dreher verheiratet.
Joseph Bauer arbeitete als Kaufmann in Mainz. 1901 bis 1902 war er ehrenamtliches Vorstandsmitglied, Oktober 1902 bis März 1908 hauptamtliches Vorstandsmitglied (Kassierer) und April 1908 bis zu seinem Tode Geschäftsführer des dortigen Konsumvereins. [1919] bis 1931 war er Mitglied des Generalrats der Großeinkaufs-Gesellschaft Deutscher Consumvereine. Daneben war er Aufsichtsratsmitglied zahlreicher gemeinnütziger und genossenschaftlicher Unternehmen, unter anderem der Südwestdeutschen Konsumvereine, der GEG und der Einkaufsgesellschaft für Hessen.
1914 bis 1931 war er Stadtrat und zeitweise stellvertretender Bürgermeister in Mainz. Er war Mitglied des Kreistages Mainz. In den Jahren 1919–1921 war er Landtagsabgeordneter.